# Kelet
Kelet is een bestuurslaag in het regentschap Japara van de provincie Midden-Java, Indonesië. Kelet telt 8985 inwoners (volkstelling 2010).
In de omgeving bestond omstreeks 1920 de leprakolonie Danaradja.

Danaradja, leprozenkolonie te Kelet
Keuken en wasplaats op Danaradja
Patiënten en personeel van Danaradja